# 열정의 랩소디
《열정의 랩소디》(영어: Lust for Life)는 1956년 개봉한 미국의 전기 영화이다. 빈센트 미넬리가 감독을 맡았으며, 어빙 스톤의 동명 소설이 영화의 원작이다. 배우 커크 더글러스가 빈센트 반 고흐를, 배우 앤서니 퀸이 폴 고갱을 연기했다. 이 역들로 커크 더글러스는 골든 글로브상 극영화 남우주연상을, 앤서니 퀸은 아카데미 남우조연상을 수상했다.